# اتاق رادیو
اتاق رادیو اتاق یا سازه‌ای است که برای قرار دادن تجهیزات رادیویی استفاده می‌شود.

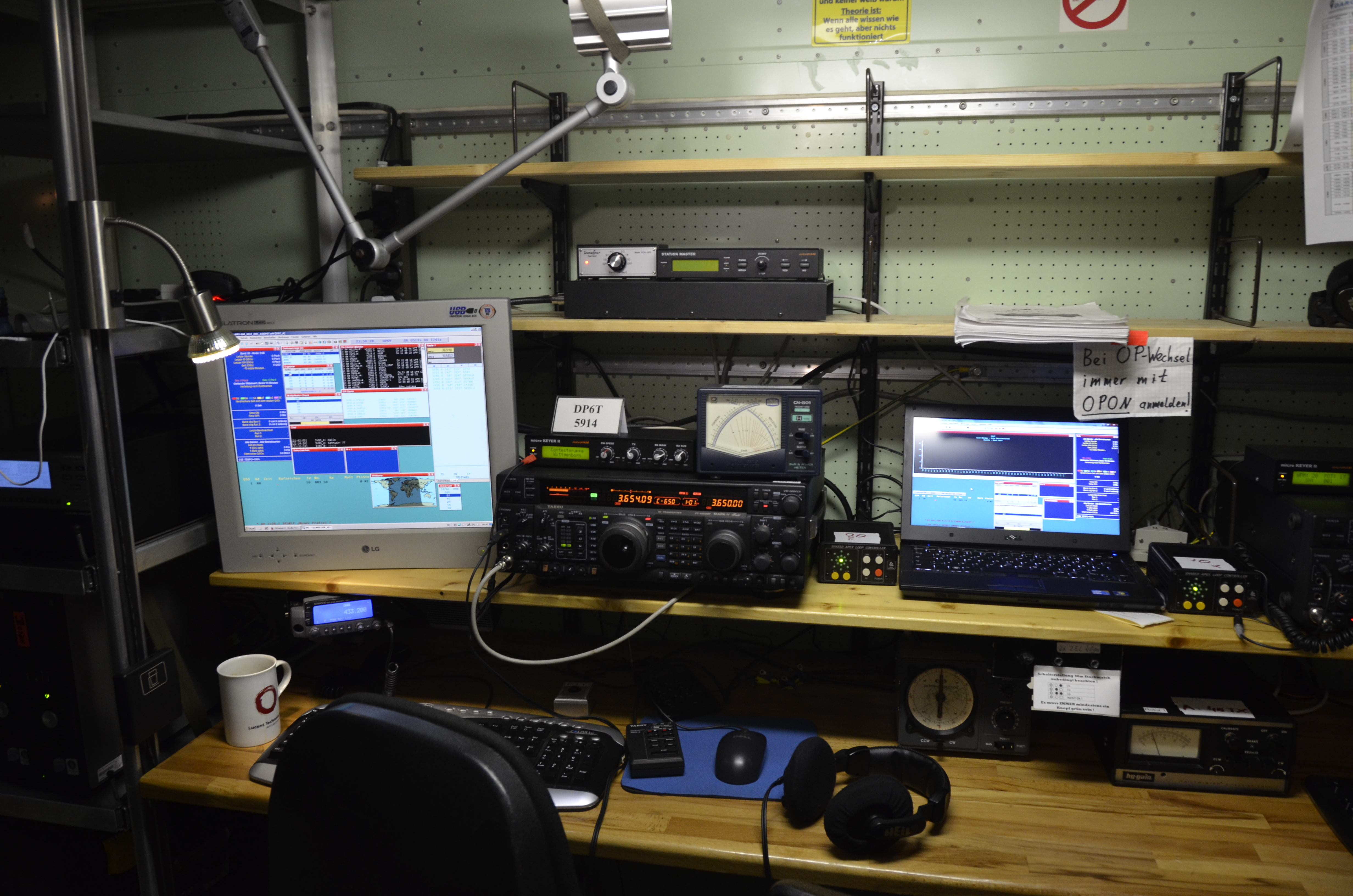
یک اتاق رادیوی آماتور معمولی

## تاریخچه
در نخستین روزهای اختراع رادیو تجهیزات رادیویی، آزمایشی بوده و بیشتر آنها رادیوی آماتور خانگی بودند. نخستین فرستنده‌های رادیویی، فرستنده جرقه شکاف بودند که با صدای بلند، موج‌های رادیویی تولید می‌کردند. بنابراین به یک ساختمان در بیرون از دفتر یا یک اتاق جدا نیاز داشتند. هنگامیکه نیروی دریایی ایالات متحده آمریکا نخستین‌بار از رادیو استفاده کرد برای قرار دادن تجهیزات رادیویی روی کشتی، یک سازه چوبی کوچک، روی عرشه ساخته شد و آنرا «اتاق رادیو» نامید. امروزه اتاق رادیو به هر جایی گفته می‌شود که تجهیزات رادیویی در آن قرار داشته و از آنها استفاده می‌شود. «اتاق رادیو» معمولاً اتاقی برای ایستگاه رادیوی آماتور است اما ممکن است کاربرد عبارت «اتاق» از یک یا دو بی‌سیم کوچک دستی تا تجهیزات رادیویی سیار در یک خودرو تغییر کند. در کاربرد رادیوی آماتور، اتاقی که تجهیزات در آن قرار دارند «اتاق جنب و جوش» (به انگلیسی: Ham Shack) نامیده می‌شود.